# Chrysosoma mesotrichum
Chrysosoma mesotrichum är en tvåvingeart som först beskrevs av Mario Bezzi 1908.  Chrysosoma mesotrichum ingår i släktet Chrysosoma och familjen styltflugor.
Artens utbredningsområde är Sierra Leone. Inga underarter finns listade i Catalogue of Life.